# Kielmeyera bifaria
Kielmeyera bifaria är en tvåhjärtbladig växtart som beskrevs av N. Saddi. Kielmeyera bifaria ingår i släktet Kielmeyera och familjen Calophyllaceae. Inga underarter finns listade i Catalogue of Life.